# Chiesa di Santa Maria del Suffragio (Cervia)
La chiesa di Santa Maria del Suffragio è un edificio religioso di Cervia.

## Storia
Questa chiesa, situata nel cuore cittadino a pochi passi dalla Cattedrale è una delle più antiche di Cervia essendo sorta fra il 1717 e il 1722; presenta la tipologia degli edifici sacri a pianta centrale allungata, uno degli schemi fondamentali dell'architettura barocca.

## Descrizione
Inglobato nella struttura cittadina del centrale Corso Mazzini, questo antico luogo di culto evidenzia esternamente la sola facciata. Di linea sobria ed essenziale, il frontale incontra, nella continuità della cornice marcapiano degli edifici attigui, una limitazione al senso di verticalità che il frontone sopraelevato avrebbe dovuto conferirgli. La cornice della gronda che segue la forma ovoidale dell'apertura è l'unico elemento curvilineo dell'architettura. La struttura interna è caratterizzata verticalmente da lesene più o meno profonde, con capitelli corinzi sopra i quali corre la trabeazione orizzontale ininterrotta.
L'aula è di forma ellittica con due cappelle laterali ed un presbiterio poligonale delimitato da balaustra marmorea. Il richiamo artistico di maggior pregio è senza dubbio il crocifisso, una scultura lignea di difficile attribuzione, da ascrivere al "gotico doloroso", sorto in Renania all'inizio del '300, espressione di un'arte attenta al mutamento della religiosità diffuso fra gli ordini monastici. Proveniente dalla Chiesa dei frati minori Conventuali, unica opera d'arte rimasta a Cervia Vecchia, il crocifisso offre uno strano effetto ottico per un sapiente e suggestivo gioco di chiaroscuri: da lontano gli occhi di Cristo appaiono socchiusi e rivolti verso il basso, mente in effetti sono aperti e rivolti verso l'alto. Vuole la leggenda che il crocifisso sia venuto dal mare in tempesta a protezione dei pescatori. Molto venerato dai cervesi, ogni anno il 4 febbraio veniva portato fino a Forlì in processione a piedi dai salinari, per onorare la Madonna del Fuoco loro patrona.
Chiesetta non ricca di opere d'arte ospita tuttavia un'Apparizione della Vergine del XVIII secolo ed una effigie marmorea della Madonna in vesti regali. Sopra la bussola d'ingresso campeggia un pregiatissimo organo del famoso artefice veneziano Gaetano Callido, già autore di capolavori del genere in San Marco a Venezia. Nel periodo natalizio è sede di un rinomato presepe meccanico, attrazione di migliaia di visitatori.

Attualmente è in fase di restauro.